# 50 buts en 50 matchs
Au hockey sur glace, le terme 50 buts en 50 matchs indique le fait de marquer au minimum 50 buts lors des 50 premiers matchs d'une saison. Ce terme est propre à la Ligue nationale de hockey, peu de ligues jouant plus de 50 matchs au cours d'une saison, et désigne un exploit qui est considéré comme la marque des grands buteurs.
Par comparaison, le meilleur marqueur de la saison 2005-2006, Jonathan Cheechoo a marqué 56 buts (pour 82 parties) et dans la saison 2003-2004 le meilleur buteur ne marqua que 41 buts. Cependant, les années de la Seconde Guerre mondiale et les années 1980 furent les plus prolifiques de l'histoire de la LNH.
La LNH définit officiellement les « 50 buts en 50 parties » : un joueur doit les inscrire pendant les 50 premières parties de son équipe et non pas pendant ses 50 matchs à lui (s'il manque des matchs en raison de blessures). Suivant la définition officielle de la LNH, l'exploit a été réalisé 8 fois par 5 différents joueurs[réf. nécessaire].

## Records officiels
| Joueur          | Saison    | Nombre de matchs pour 50 buts | Nombre de buts en 50 matchs |
| --------------- | --------- | ----------------------------- | --------------------------- |
| Maurice Richard | 1944-1945 | 50 buts en 50 matchs          | 50 buts en 50 matchs        |
| Mike Bossy      | 1980-1981 | 50 buts en 50 matchs          | 50 buts en 50 matchs        |
| Wayne Gretzky   | 1981-1982 | 50 buts en 39 matchs          | 61 buts en 50 matchs        |
| Wayne Gretzky   | 1983-1984 | 50 buts en 42 matchs          | 61 buts en 50 matchs        |
| Wayne Gretzky   | 1984-1985 | 50 buts en 49 matchs          | 53 buts en 50 matchs        |
| Mario Lemieux   | 1988-1989 | 50 buts en 46 matchs          | 54 buts en 50 matchs        |
| Brett Hull      | 1990-1991 | 50 buts en 49 matchs          | 52 buts en 50 matchs        |
| Brett Hull      | 1991-1992 | 50 buts en 50 matchs          | 50 buts en 50 matchs        |

### Maurice «Rocket» Richard

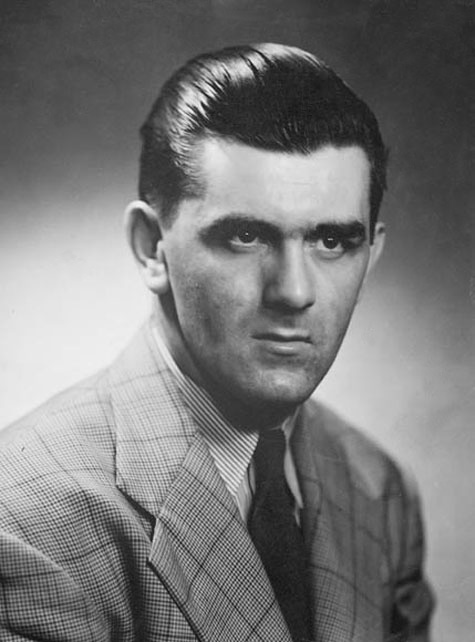
Maurice Richard premier joueur de l'histoire à inscrire 50 buts en 50 matchs.

Maurice Richard des Canadiens de Montréal est le premier joueur de l'histoire à marquer 50 buts en 50 matchs, stupéfiant le monde du hockey lors de la saison 1944-1945. Alors que la saison compte 50 matchs, Richard aborde le dernier match du 18 mars 1945 avec 49 buts inscrits, s'étant vu refuser un but la veille au Forum de Montréal par l'arbitre et ancien joueur, King Clancy. Richard inscrit le 50e but de la saison contre le gardien des Bruins de Boston, Harvey Bennett Sr., avec seulement moins de 3 minutes à jouer dans le temps réglementaire. Il faut attendre par la suite 16 saisons pour voir un autre joueur inscrire 50 buts lors d'une saison : Bernie Geoffrion en inscrit 50 en 70 matchs de la saison 1960-1961.

### Mike Bossy
Beaucoup (comme le journaliste du journal The Gazette Red Fischer[réf. nécessaire]) pensaient qu'il serait impossible de copier l'exploit de Richard. Pourtant, lors de la saison 1980-1981, Mike Bossy des Islanders de New York devient le second joueur de l'histoire à inscrire 50 buts en 50 parties. La saison dure 80 parties et Mike Bossy marque son 50e buts lors de son 50e match et finit la saison avec 68 buts en 79 matchs.

### Wayne Gretzky

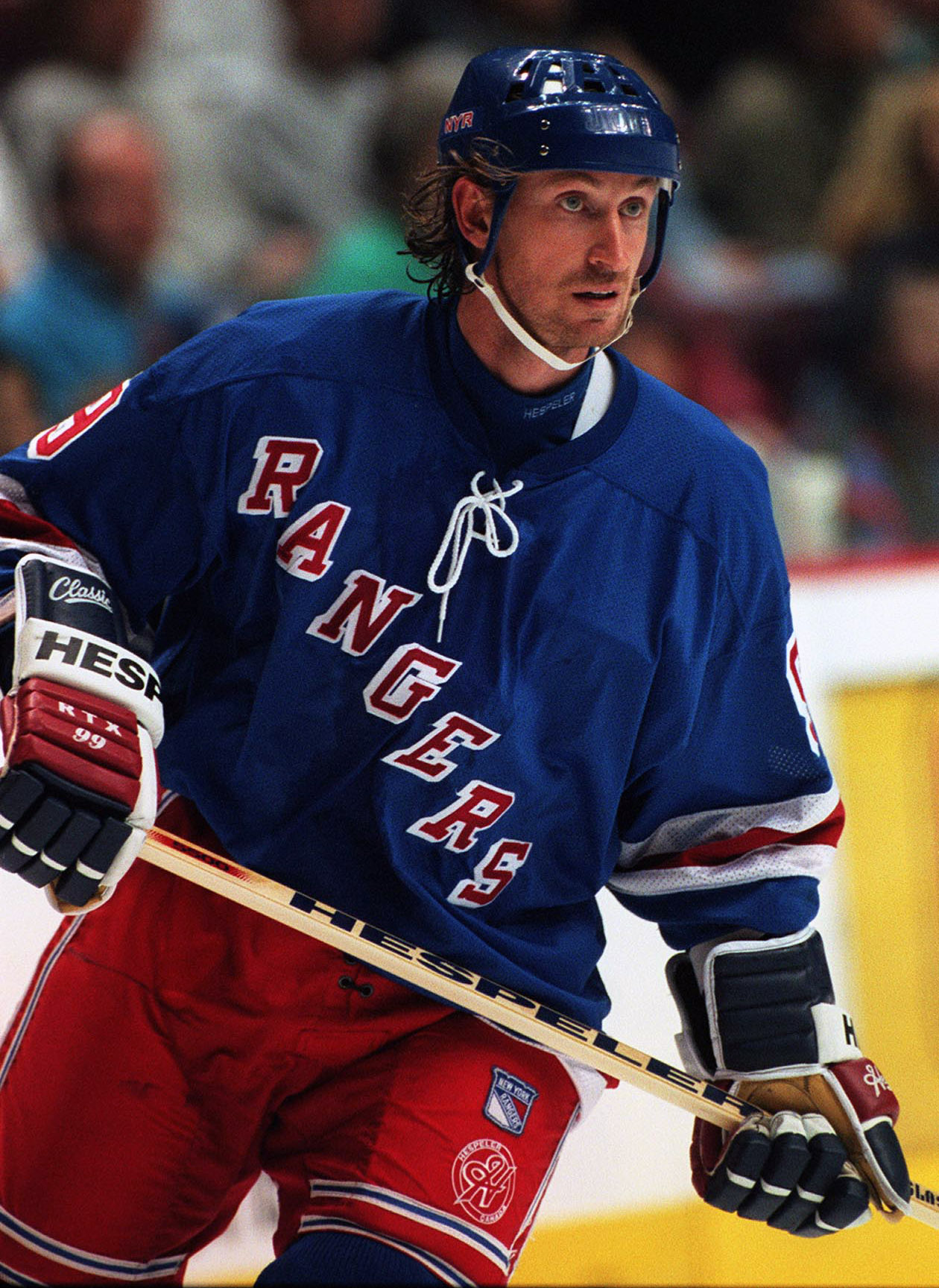
Wayne Gretzky joueur le plus rapide de l'histoire à inscrire 50 buts lors d'une saison.

Alors que les gens étaient encore émerveillés de ce que Bossy venait d'accomplir, Wayne Gretzky des Oilers d'Edmonton est encore plus efficace. Gretzky ne se contente pas alors de marquer son cinquantième but lors du cinquantième match, comme l'a réalisé Bossy l'année précédente, mais il l'inscrit beaucoup plus tôt dans la saison. Le 27 décembre 1981, il inscrit 4 buts pour porter son total à 45 lors d'une victoire 10-3 contre les Kings de Los Angeles. C'est alors le trente-huitième match de son équipe. Lors du match suivant, les Flyers de Philadelphie sont battus 7 buts à 5 et parmi les 7 buts, 5 sont inscrits par le prodige âgé de 20 ans. Le dernier but de la victoire pour les Oilers est inscrit par Gretzky alors que le gardien de but des Flyers Pete Peeters est sorti du jeu pour donner un attaquant de plus à son équipe. Il inscrit ainsi 50 buts en 39 matchs seulement. Ce cinquantième but arrive avant que quiconque n'en ait marqué 30.
En 1983-1984, les Oilers sont toujours aussi impressionnants et décrochent un nouveau record en inscrivant 446 buts au cours de la saison régulière soit une moyenne de 5,58 buts par match, un record dans l'histoire de la ligue. Gretzky contribue grandement à cet apport offensif inscrivant au minimum un point lors des 51 premiers matchs de la saison. En réalité il inscrit une moyenne de 3 points par match sur ces 51 rencontres : 61 buts et 92 aides pour un total de 153 points. Encore une fois, il inscrit donc 50 buts en moins de 50 matchs — il met 42 matchs pour marquer 50 buts — et finit meilleur pointeur de la saison régulière avec 205 points.
Lors de la saison 1984-1985, Gretzky inscrit son 50e but au cours de son 49e match et il dépasse pour la troisième fois de sa carrière, la barre symbolique des 200 points avec un total de 208 points et avec un nouveau record de 135 passes. Il s'agit d'une année entièrement dominée par le joueur canadien avec le plus haut total plus-moins, le plus grand nombre de buts, de passes, de points, de buts en infériorité numérique, de tirs sur le gardien et également de matchs consécutifs avec au minimum un point. Le 19 décembre 1984, Wayne Gretzky devient le dix-huitième joueur de l'histoire de la LNH à dépasser la barre symbolique des 1 000 points lors d'un match contre les Kings de Los Angeles. Avec seulement 424 matchs joués, il est le joueur le plus rapide de l'histoire à dépasser le millier.

### Mario Lemieux

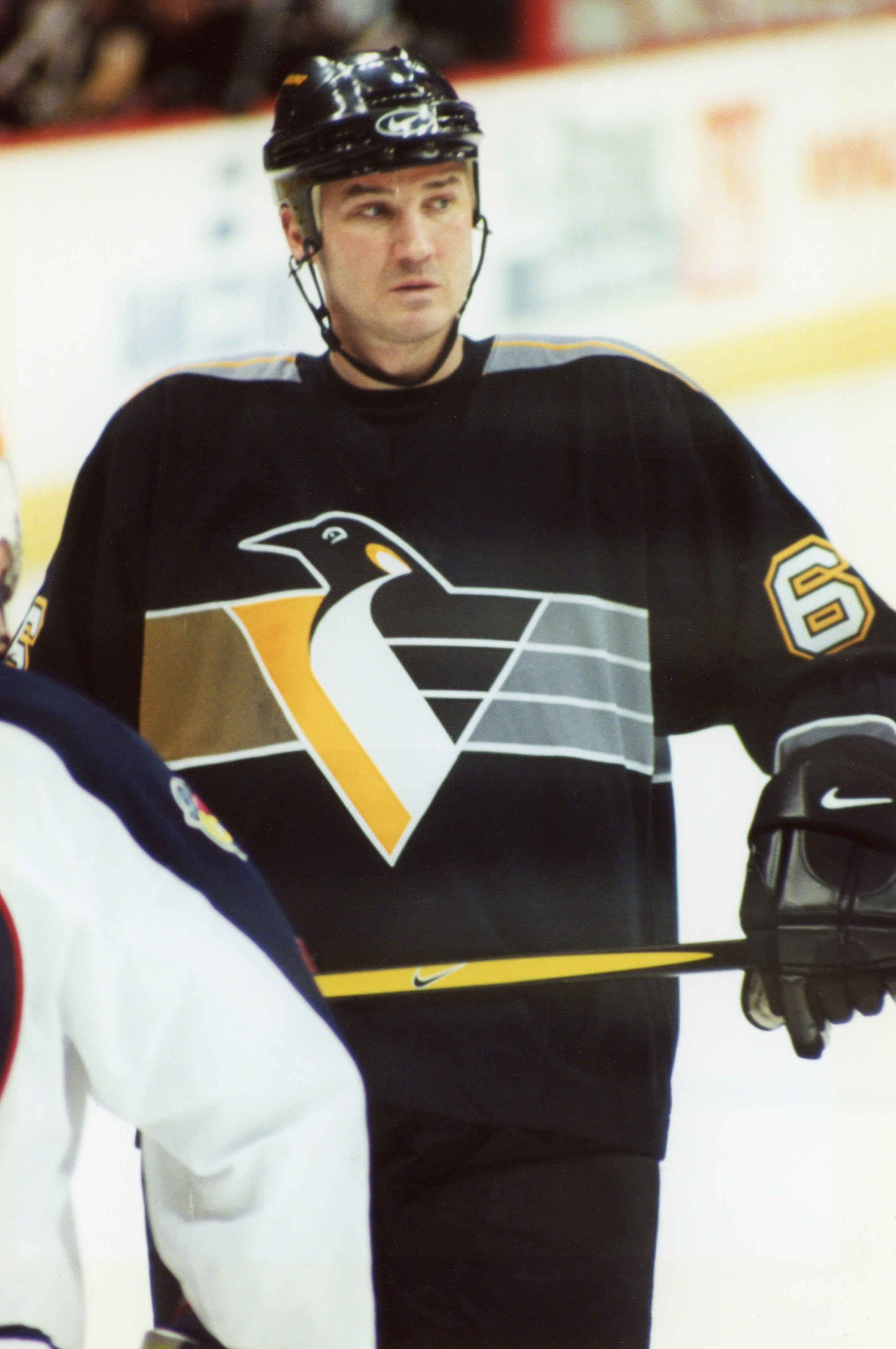
Mario Lemieux.

En 1988-1989, Mario Lemieux des Penguins de Pittsburgh connaît ce qui va devenir sa plus belle saison personnelle : il devient le quatrième joueur de l'histoire, après Richard, Bossy et Gretzky, à inscrire 50 buts en 50 matchs. Il réalise cet exploit au cours du 46e match de son équipe, son 44e de la saison, exploit qu'il avait manqué de peu d'accomplir la saison précédente avec son 50e but pour son 51e match. Le 31 décembre, il réalise un exploit unique dans le monde de la LNH : il inscrit huit points au total mais surtout devient le premier joueur à inscrire un but dans les cinq configurations possibles au cours du même match – à égalité de force, en supériorité numérique, en infériorité numérique, sur un tir de fusillade et enfin dans le but vide des Devils du New Jersey. Cet exploit est depuis appelé quinella et est souvent référencé comme « 5 buts, 5 différentes façons de marquer ». Il finit la saison avec 85 buts et 114 aides (à égalité avec Gretzky) ce qui donne un total de 199 points, le plus haut total atteint par un joueur depuis le début de la LNH, mis à part Gretzky qui a dépassé la marque des 200 points à quatre reprises.

### Brett Hull
Brett Hull réalise la performance d'inscrire 50 buts en 50 matchs à deux reprises dans sa carrière LNH et à chaque fois alors qu'il joue pour les Blues de Saint-Louis. Il le fait la première fois lors de la saison 1990-1991 en inscrivant son second but du match contre le gardien recrue Dave Gagnon le 25 janvier 1991, au cours du 49e match des Blues, match contre les Red Wings de Détroit. Hull termina la saison avec 86 buts, troisième plus haut total de buts dans la LNH jusque-là, juste derrière les records de 92 et 87 de Gretzky. Il remporte également, cette année-là, le trophée Hart, remis au joueur le plus utile à son équipe.
La seconde saison de Hull avec 50 buts en 50 matchs est la saison suivante. Le 28 janvier 1992, Hull inscrit son 50e but contre le gardien Kelly Hrudey à l'occasion du 50e match des Blues contre les Kings de Los Angeles. Il répond alors à un but de Gretzky, lors d'une partie nulle 3 buts partout. Il finit la saison avec un total de 70 buts.

## Records non officiels
Même si la LNH définit clairement « 50 buts en 50 matchs », certains joueurs ont, au cours de la carrière, réussit à inscrire 50 buts au plus tard lors de leur cinquantième match, le joueur en question ayant pu rater des matchs de son équipe en raison de blessures par exemple. Les joueurs suivants ont inscrit 50 buts en ayant joué 50 matchs ou moins, mais la LNH ne les reconnaît pas puisqu'elle considère les 50 parties de l'équipe.
- Jari Kurri des Oilers d'Edmonton marqua son 50e but à son 50e match en 1984-1985 alors que l'équipe jouait son 53e match. Il termine la saison avec 71 buts.
- Aleksandr Moguilny marqua son 50e but à son 46e match également lors du 53e de son équipe, les Sabres de Buffalo en 1992-1993. Il totalise en fin de saison 76 buts.
- Mario Lemieux manque à deux reprises de réitérer son exploit de 1988-1989 : en 1992-1993 et en 1995-1996. Pendant la saison 1992-1993, il inscrit son 50e but lors de son 48e match qui était le 72e de son équipe. Il manque la majeure partie de la saison sur blessure et termine avec 69 buts en 60 parties et inscrit 19 buts lors de ses 12 derniers matchs. Lors de la saison 1995-1996, il marqua son 50e but juste à son 50e match, le 59e de son équipe. Il termine la saison avec 69 buts en 70 matchs.
- Cam Neely des Bruins de Boston a également manqué le record en raison de blessures en 1993-1994 avec son 50e but pour son 44e match mais le 66e de son équipe. Il ne joue que 49 matchs lors de la saison, sans inscrire un seul but de plus en cinq matchs.
- Joe Malone sur deux saisons 67 buts en 44 matchs consécutifs de la saison 1919-1920 à 1920-1921 et un total de 91 buts en 68 parties incluant la saison 1921-1922

## Records ratés de peu
- Bobby Hull des Black Hawks de Chicago a failli être le second joueur de l'histoire à réussir l'exploit mais ne marque son 50e but que lors de son 57e match pendant la saison 1965-1966.
- Charlie Simmer des Kings de Los Angeles manque également l'exploit avec son 50e but à son 51e match pendant la saison 1980-1981, la même année où Mike Bossy réussit l'exploit.
- Mario Lemieux a, avant de réussir en 1988-1989, manqué le record de peu, en 1987-1988 avec le 50e but lors du 51e match des Penguins.
- Bernie Nicholls des Kings de Los Angeles fait de même lors de la saison 1988-1989.
- Brett Hull, comme Lemieux, a d'abord raté l'exploit avant de réussir à deux reprises. Ainsi, il inscrit son 50e but lors de son 54e match pendant la saison 1989-1990.